# San Giovanni al Natisone
San Giovanni al Natisone is een gemeente in de Italiaanse provincie Udine (regio Friuli-Venezia Giulia) en telt 5841 inwoners (31-12-2004). De oppervlakte bedraagt 23,9 km², de bevolkingsdichtheid is 242 inwoners per km².
De volgende frazioni maken deel uit van de gemeente: Bolzano, Dolegnano, Medeuzza, Villanova del Judrio.

## Demografie
San Giovanni al Natisone telt ongeveer 2290 huishoudens. Het aantal inwoners steeg in de periode 1991-2001 met 1,9% volgens cijfers uit de tienjaarlijkse volkstellingen van ISTAT.
| Jaar | Inwoneraantal |
| ---- | ------------- |
| 1991 | 5629          |
| 2001 | 5735          |

## Geografie
De gemeente ligt op ongeveer 66 m boven zeeniveau.
San Giovanni al Natisone grenst aan de volgende gemeenten: Chiopris-Viscone, Cormons (GO), Corno di Rosazzo, Manzano, Trivignano Udinese.